# محوطه گیرچ
محوطه گیرچ در شهرستان خرم‌آباد، بخش پاپی، دهستان کشور، ۱/۶ کیلومتری شمال غرب روستای خانه چوبی واقع شده و این اثر در تاریخ ۲۸ اسفند ۱۳۸۵ با شمارهٔ ثبت ۱۸۶۰۲ به‌عنوان یکی از آثار ملی ایران به ثبت رسیده است.